# Béthemont-la-Forêt
Béthemont-la-Forêt est une commune française située dans le département du Val-d'Oise, en région Île-de-France.
Ses habitants sont appelés les Béthemontois.

## Géographie

### Description
Le village est situé sur le flanc nord de la forêt de Montmorency, et domine la vallée de Chauvry ainsi que la forêt de L'Isle-Adam.
Il est situé à 25 km de Paris, mais a pourtant conservé un caractère rural. Des sentiers permettent des promenades forestières pédestres ou équestres.

### Communes limitrophes
La commune est limitrophe de Taverny, Villiers-Adam et Chauvry.
|               |                    |         |
| Villiers-Adam | Béthemont-la-Forêt | Chauvry |
|               | Taverny            |         |

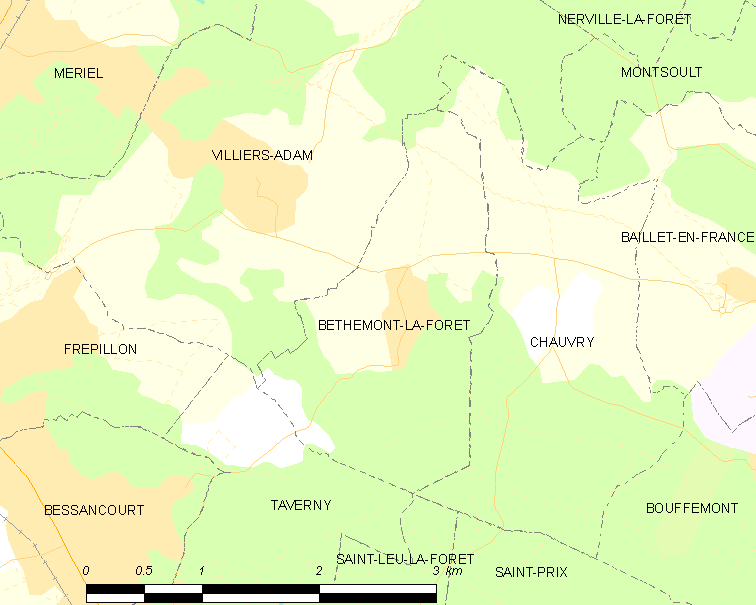
Carte de la commune.
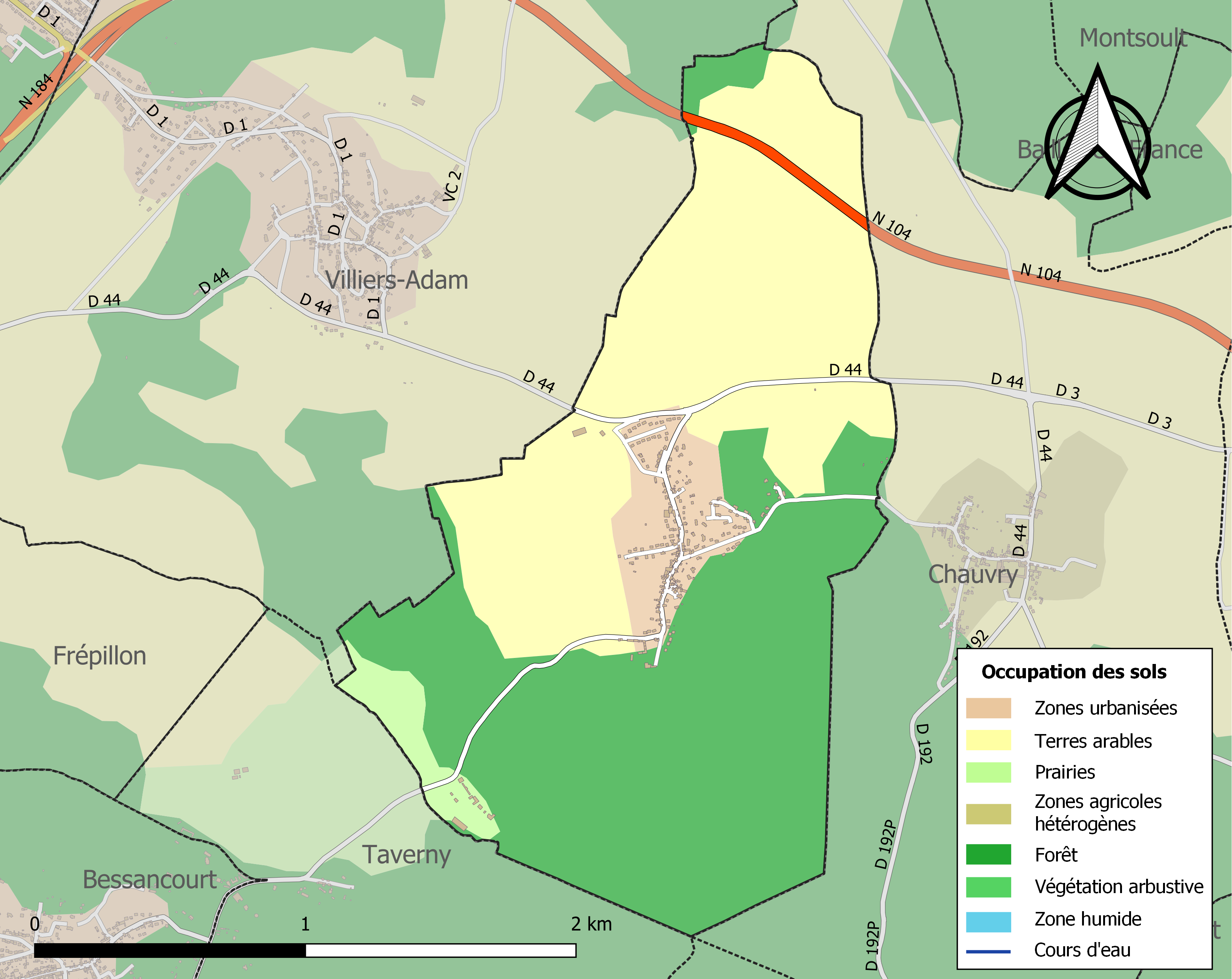
Occupation des sols.

### Climat
Pour des articles plus généraux, voir Climat de l'Île-de-France et Climat du Val-d'Oise.
En 2010, le climat de la commune est de type climat océanique dégradé des plaines du Centre et du Nord, selon une étude du CNRS s'appuyant sur une série de données couvrant la période 1971-2000. En 2020, Météo-France publie une typologie des climats de la France métropolitaine dans laquelle la commune est dans une zone de transition entre le climat océanique et le climat océanique altéré et est dans la région climatique Sud-ouest du bassin Parisien, caractérisée par une faible pluviométrie, notamment au printemps (120 à 150 mm) et un hiver froid (3,5 °C).
Pour la période 1971-2000, la température annuelle moyenne est de 10,8 °C, avec une amplitude thermique annuelle de 14,9 °C. Le cumul annuel moyen de précipitations est de 698 mm, avec 9,8 jours de précipitations en janvier et 8,2 jours en juillet. Pour la période 1991-2020, la température moyenne annuelle observée sur la station météorologique la plus proche, située sur la commune de Pontoise à 11 km à vol d'oiseau, est de 12,5 °C et le cumul annuel moyen de précipitations est de 666,7 mm,. Pour l'avenir, les paramètres climatiques de la commune estimés pour 2050 selon différents scénarios d'émission de gaz à effet de serre sont consultables sur un site dédié publié par Météo-France en novembre 2022.

## Urbanisme

### Typologie
Au 1er janvier 2024, Béthemont-la-Forêt est catégorisée ceinture urbaine, selon la nouvelle grille communale de densité à sept niveaux définie par l'Insee en 2022.
Elle est située hors unité urbaine. Par ailleurs la commune fait partie de l'aire d'attraction de Paris, dont elle est une commune de la couronne,. Cette aire regroupe 1 929 communes,.

## Toponymie
Bethemons en 1180, Bethemontium, Betemont en 1276.

## Histoire
Le nom de la commune provient probablement de l'anthroponyme germanique Betto et du latin mons, montagne.
Le village situé à la lisière nord de la forêt de Montmorency serait apparu au XIIe siècle. À l'écart du chemin de fer, le village reste déterminé par l'agriculture et est inscrit pour totalité dans le site classé de la vallée de Chauvry.
Le village fut un centre d'activités à l'âge de pierre, lieu de fabrication d'outils en grès.
La ferme de Montanglau, rattachée à un château aujourd'hui disparu en 1793, est d'origine féodale.
Le château disparu devient au XVIIIe siècle propriété du comte de Montmorency puis du prince de Conti.
La légende locale raconte, d'après Jean Aubert, que des souterrains reliaient le village à l'abbaye du Val.
Le village apparaît également dans les jeux vidéo Farming Simulator 2013, Farming Simulator 17 et Farming Simulator 22 dans la carte intitulé du même nom.

## Politique et administration

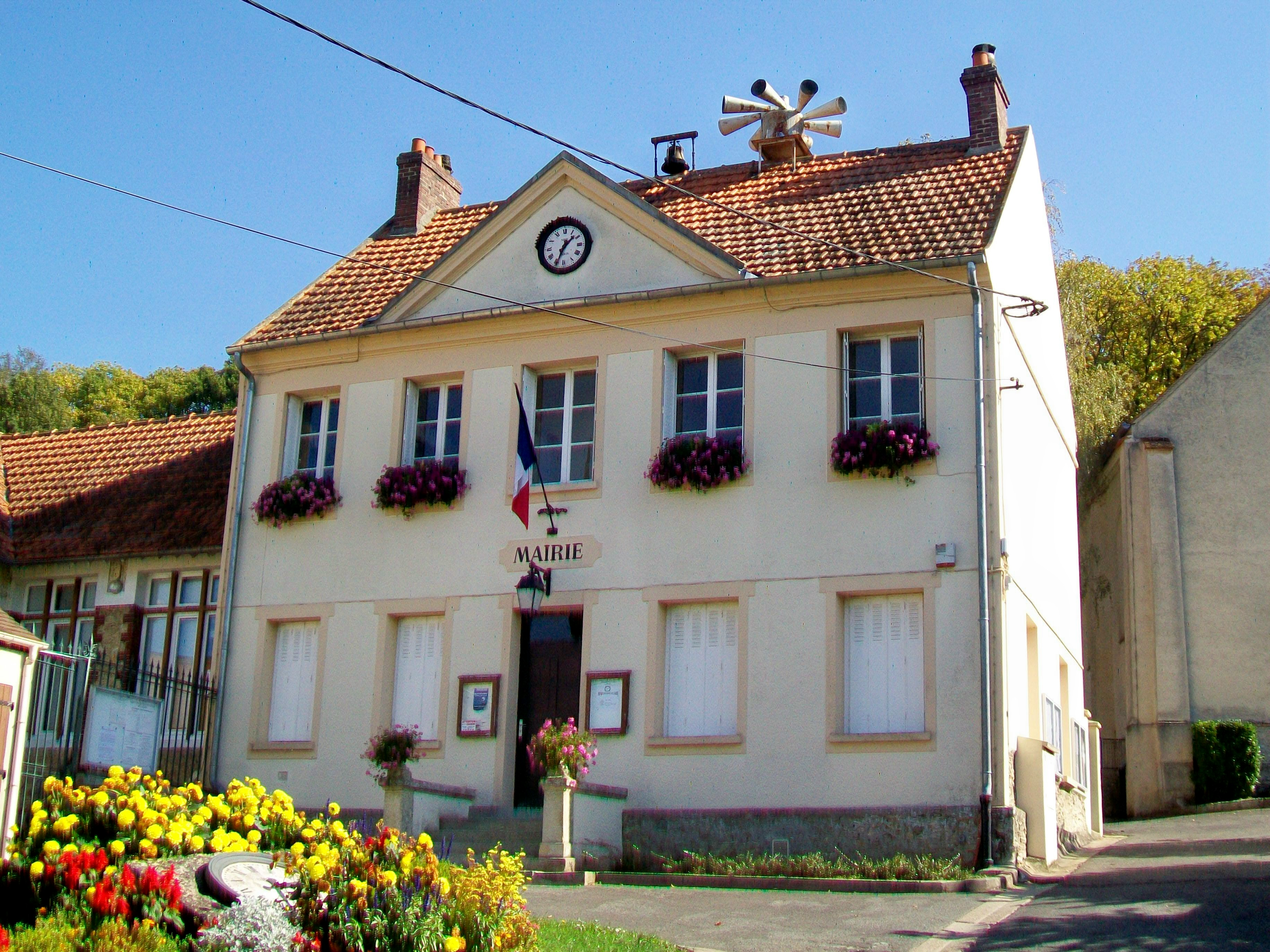
La mairie de Béthemont-la-Forêt, place de la Mairie.

### Organisation administrative
Béthemont-la-Forêt fait partie de la juridiction d’instance de Montmorency, et de grande instance ainsi que de commerce de Pontoise,.

### Intercommunalité
La commune fait partie de la communauté de communes de la Vallée de l'Oise et des Trois Forêts (CCVOTF), un établissement public de coopération intercommunale (EPCI) à fiscalité propre créé fin 2003.

### Liste des maires
| Période                                  | Période                       | Identité        | Étiquette | Qualité                                                                         |
| ---------------------------------------- | ----------------------------- | --------------- | --------- | ------------------------------------------------------------------------------- |
| Les données manquantes sont à compléter. |                               |                 |           |                                                                                 |
| avant 1981                               |                               | Louis Amice     |           |                                                                                 |
| Les données manquantes sont à compléter. |                               |                 |           |                                                                                 |
| 2001                                     | 2008                          | Jacques Cormery |           |                                                                                 |
| 2008                                     | En cours (au 21 juillet 2020) | Didier Dagonet  |           | Technicien Vice-président de la CCVOTF (2014 → ) Réélu pour le mandat 2020-2026 |

## Démographie
L'évolution du nombre d'habitants est connue à travers les recensements de la population effectués dans la commune depuis 1793. Pour les communes de moins de 10 000 habitants, une enquête de recensement portant sur toute la population est réalisée tous les cinq ans, les populations de référence des années intermédiaires étant quant à elles estimées par interpolation ou extrapolation. Pour la commune, le premier recensement exhaustif entrant dans le cadre du nouveau dispositif a été réalisé en 2007.

En 2022, la commune comptait 426 habitants, en évolution de +1,19 % par rapport à 2016 (Val-d'Oise : +4 %, France hors Mayotte : +2,11 %).
| 1793 | 1800 | 1806 | 1821 | 1831 | 1836 | 1841 | 1846 | 1851 |
| ---- | ---- | ---- | ---- | ---- | ---- | ---- | ---- | ---- |
| 190  | 225  | 209  | 172  | 201  | 214  | 216  | 203  | 202  |

| 1856 | 1861 | 1866 | 1872 | 1876 | 1881 | 1886 | 1891 | 1896 |
| ---- | ---- | ---- | ---- | ---- | ---- | ---- | ---- | ---- |
| 189  | 163  | 173  | 190  | 200  | 209  | 182  | 157  | 177  |

| 1901 | 1906 | 1911 | 1921 | 1926 | 1931 | 1936 | 1946 | 1954 |
| ---- | ---- | ---- | ---- | ---- | ---- | ---- | ---- | ---- |
| 144  | 147  | 137  | 151  | 161  | 145  | 136  | 114  | 117  |

| 1962 | 1968 | 1975 | 1982 | 1990 | 1999 | 2006 | 2007 | 2012 |
| ---- | ---- | ---- | ---- | ---- | ---- | ---- | ---- | ---- |
| 148  | 143  | 275  | 329  | 480  | 451  | 428  | 425  | 429  |

| 2017 | 2022 | - | - | - | - | - | - | - |
| ---- | ---- | - | - | - | - | - | - | - |
| 414  | 426  | - | - | - | - | - | - | - |

## Culture locale et patrimoine

### Lieux et monuments
Béthemont-la-Forêt ne compte pas de monument historique classé ou inscrit sur son territoire. On peut néanmoins signaler : 
- Lave-sabots et fontaine-abreuvoir, rue de la Vieille-France : le lave-sabots ou pédiluve en pierre calcaire est l'un des rares exemples du type en hémicycle à subsister en Île-de-France. La fontaine-abreuvoir avec sa grande auge sculptée dans un bloc de pierre monolithe est marquée sur le cadastre de 1833 et semble être contemporaine du lave-sabots[20].
- Vieux puits avec pompe, au carrefour rue de la Vieille-France / rue de la Croix-Frileuse.
- Église Notre-Dame-de-la-Pitié, rue de Montubois : l'ancienne église détruite sous la Révolution est remplacée en 1859 par cet édifice simple à nef unique, avec un chevet à trois pans à l'est et un clocher latéral au nord. Les fenêtres sont plein cintre et les façades couvertes d'enduit, sans ornementation. Le clocher également très simple subsiste du XVIIe siècle, et comporte dans sa base une arcade de l'ancien bas-côté[20],[21].
- Ferme de Montauglan, rue de Montubois : cette grande ferme du XVIIe siècle est typique des fermes de la plaine de France, avec ses murs aveugles de moellons de meulière. L'activité agricole y est maintenue bien qu'une partie de l'édifice ait été convertie en logements sociaux dans les années 1980. Du château il ne reste que cette ferme, dépendance, et les murs de clôture, rue de Montubois[20].
- Outre son calvaire sur la voie communale de Bessancourt, le village présente une croix de mission de 1854 ; la croix Notre-Dame sur la RD 44 ; et la croix dite des Frileuses sur la voie communale de Chauvry, érigée à la  mémoire de l'exécution d'un habitant par les Prussiens en 1870[20].

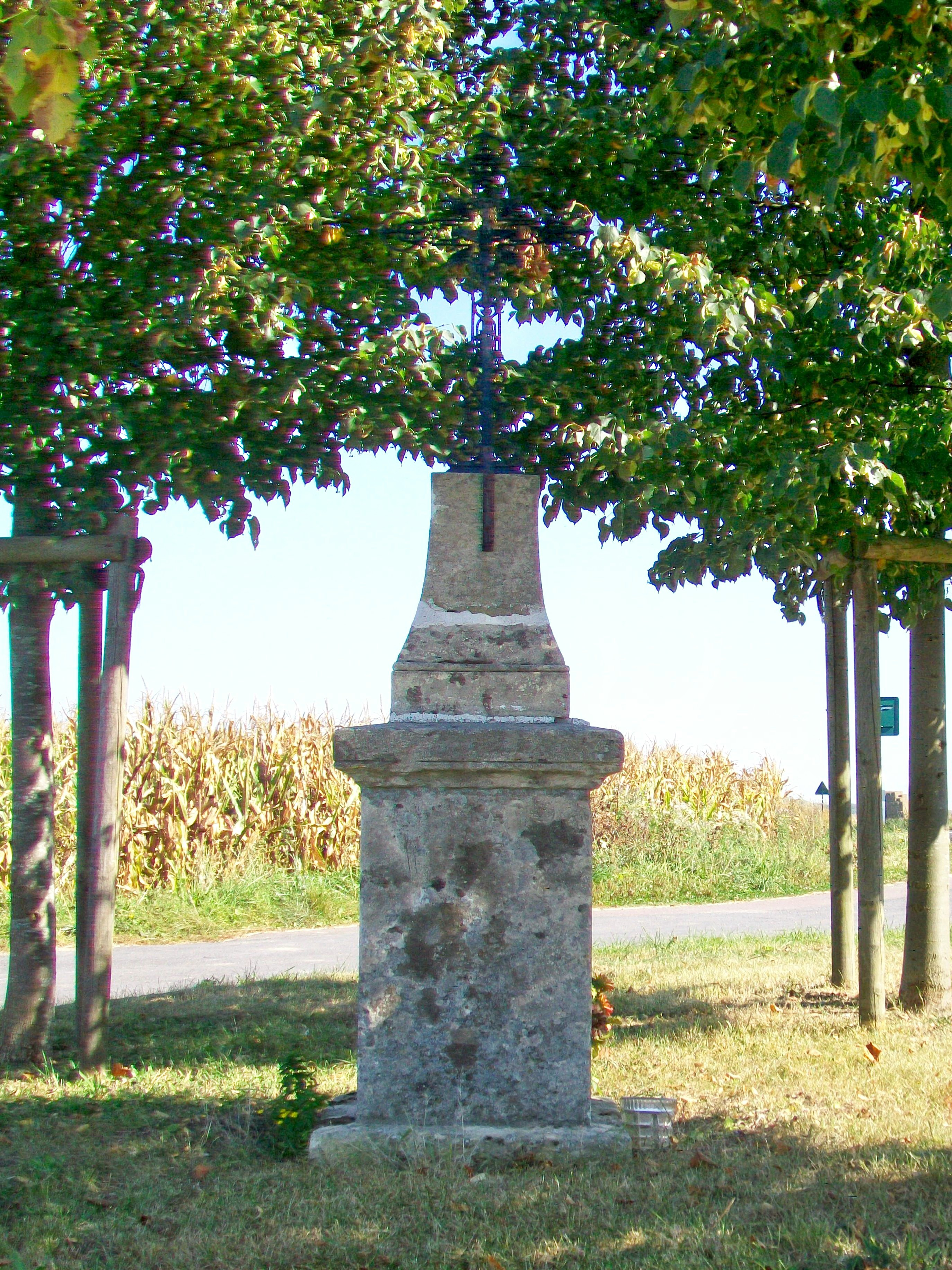
Croix Notre-Dame (RD 44).
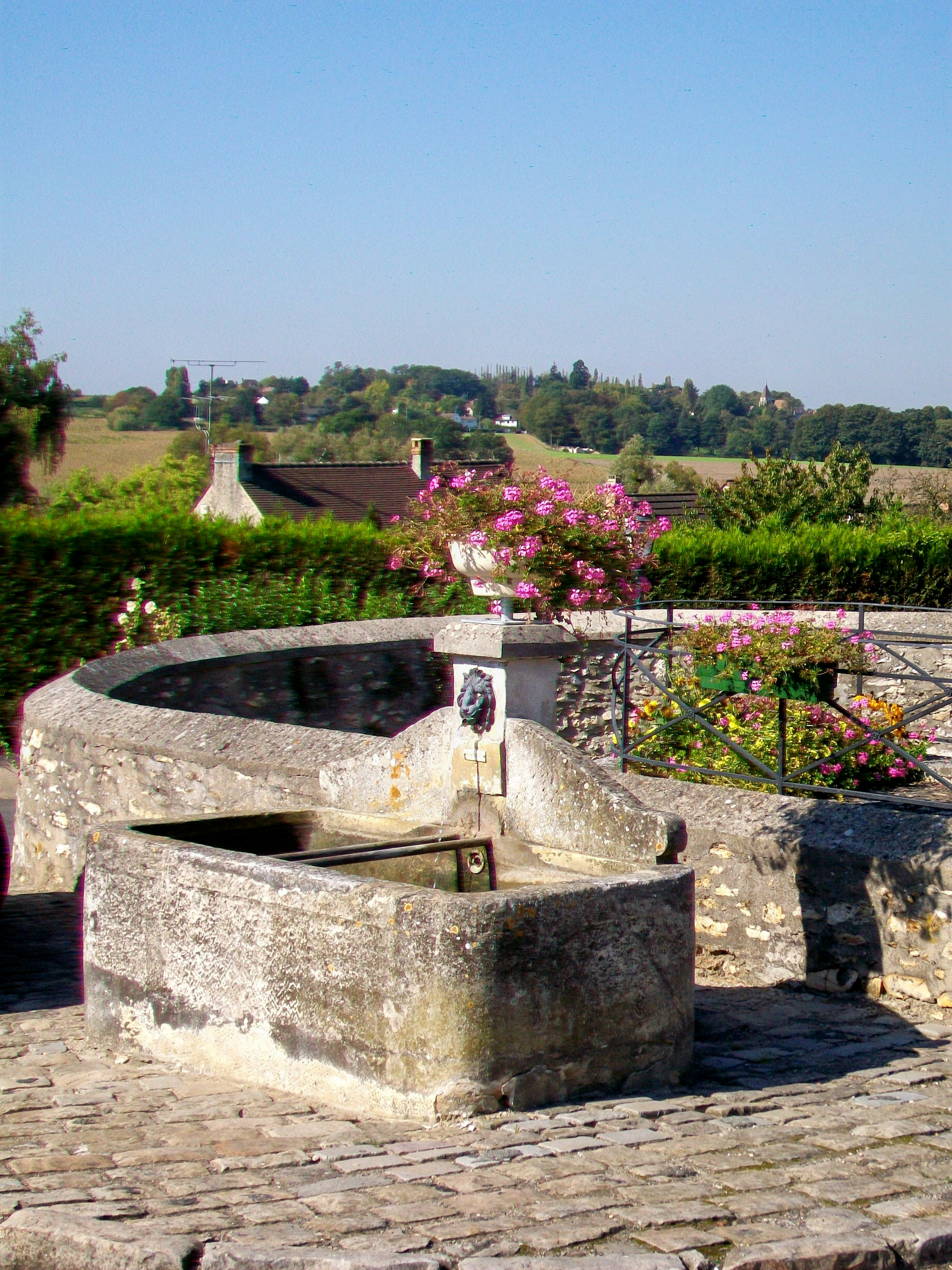
Fontaine-abreuvoir.
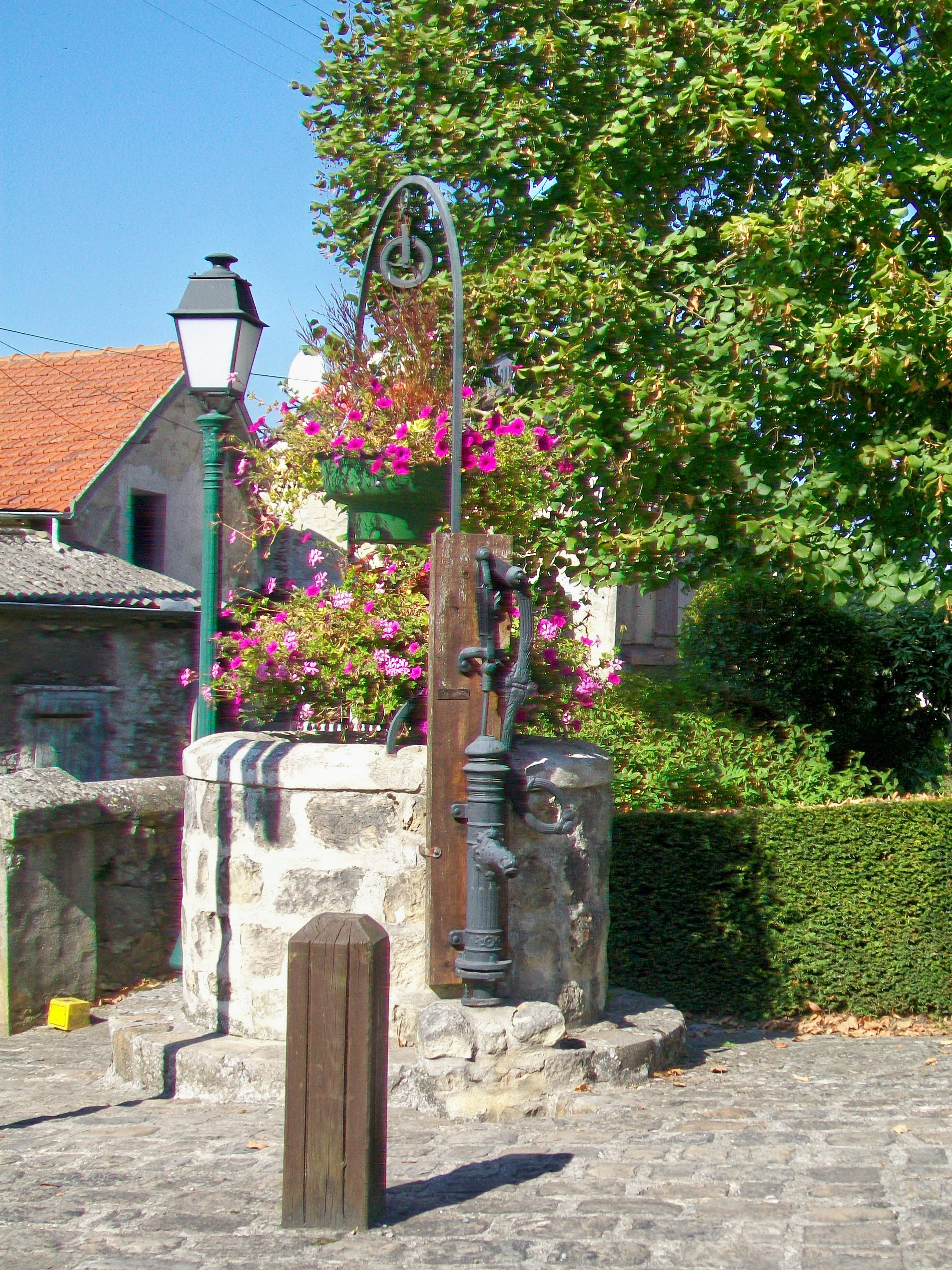
Vieux puits et pompe.
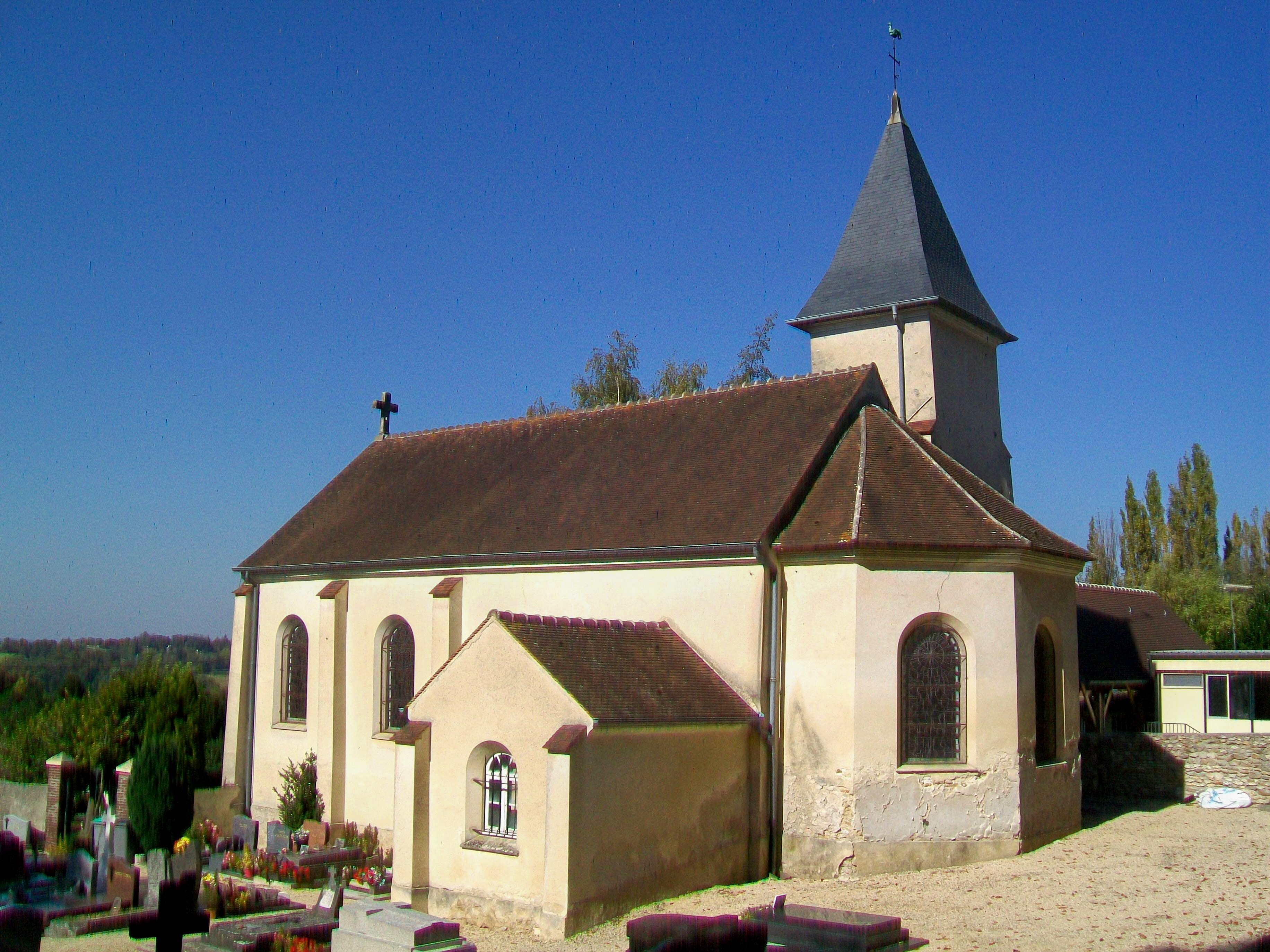
Église Notre-Dame-de-la-Pitié.
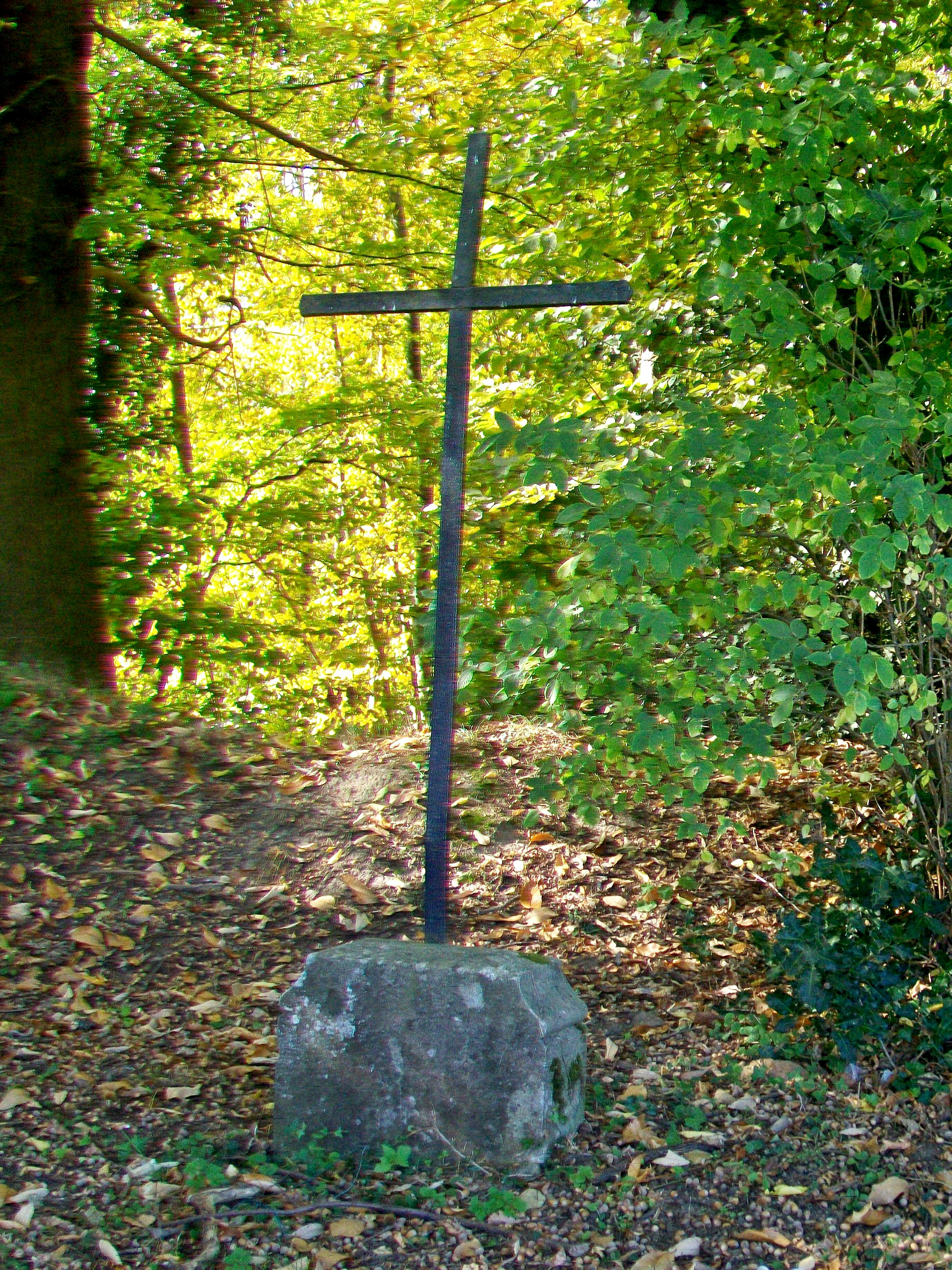
Croix des Frileuses.

### Personnalités liées à la commune
- José Berghmans (15 juillet 1921 Moulins - 8 mai 1992 Éclaibes), compositeur, chef d'orchestre et musicologue, créa de nombreuses œuvres à Béthemont-la-Forêt (où il a habité et où il a installé son propre studio de musique électronique quoique la majeure partie de son œuvre soit instrumentale). Parmi ses compositions, des musiques de film dont La Guerre des boutons d'Yves Robert et aussi l'opéra Caryl Chessman sur un livret de Françoise Mallet-Joris et l'opéra comique Gabriel, cher Gabriel[22], etc.

### Héraldique
| Blason de Béthemont-la-Forêt | Blason  | Divisé en chevron : au 1er d'azur à trois épis de blé tigés, feuillés et empoignés d'or à dextre et à la bogue de châtaigne feuillée de trois pièces, le tout du même à senestre, au 2e de sinople au rencontre de chevreuil d'or ; au chevron d'argent brochant sur la partition. |
| Blason de Béthemont-la-Forêt | Détails | Création de Nicolas Vernot adoptée par la municipalité le 4 octobre 2017. |